# Baba Marta Beach
Der Baba Marta Beach (englisch; bulgarisch бряг Баба Марта brjag Baba Marta) ist ein 43 Hektar großer, eisfreier Strand an der Südwestküste von Nelson Island im Archipel der Südlichen Shetlandinseln. Er erstreckt sich vom Ross Point in östlicher Richtung über eine Länge von 1,8 km. Auf dem Strand liegt der Leyka Lake.
Die bulgarische Kommission für Antarktische Geographische Namen benannte ihn 2021 nach der mythologischen Figur Baba Marta (deutsch Großmutter Marta), die in ihrer Bedeutung mit Frau Holle vergleichbar ist. Die Benennung erfolgte im Hinblick auf die hier vorherrschenden klimatischen Verhältnisse.